# 济宁州
济宁州，明朝时设置的州。
元朝时为任城县，为济州治所。至正八年（1348年）废济州，徙济宁路治于此。吴（王）元年（1367年），置济宁府。明朝洪武十八年（1385年）降为州，州治任城县省入，治所在今山东省济宁市。属兖州府。清朝时，为济宁直隶州，属山东省。乾隆后（1776年）辖境约当今山东省济宁、金乡、嘉祥等市县地。1913年降州为县。 